# Aluminiumwerk Singen
Das Aluminiumwerk Singen, auf dessen Gelände heute die Unternehmen Constellium Singen GmbH, Amcor Flexibles Singen GmbH und 3A Composites GmbH Singen tätig sind, hat seinen Standort in Singen am Hohentwiel und war einer der ersten Produzenten von Aluminiumfolie in Deutschland. In der Bevölkerung von Singen wurde und wird das Werk als „Die Alu“ bezeichnet.

## Gründung
Im Februar 1912 unterzeichneten Robert Victor Neher und Erwin Lauber die Gründungsurkunde der Dr. Lauber, Neher Co. GmbH Singen, deren Geschäftszweck die Herstellung von Aluminiumfolie und ähnlichen Waren war. Das Gesellschafterkapital betrug damals 100.000 Mark. Noch im gleichen Jahr wurde die Fabrik zur Herstellung von Alufolie und Vorwalzblechen eingeweiht. Ebenfalls 1912 erfolgte der Zusammenschluss der Firma in Singen mit seiner Mutterfirma Dr. Lauber, Neher & Cie. im schweizerischen Emmishofen sowie der 1910 von Emil Tscheulin gegründeten Aluminium GmbH in Teningen. Die neue Firma trug den Namen Aluminium-Walzwerke AG (AWAG) und hatte ihren Sitz in Schaffhausen.
Das Singener Werk produzierte Alufolien nach dem sogenannten Bandwalzverfahren, mit dem nach eigenem Patent endlose Folienbänder hergestellt werden konnten. Bereits im August 1912 konnten die ersten Folien ausgeliefert werden.

## 1914 bis 1921
Bereits zu Beginn des Ersten Weltkriegs musste ein Großteil der männlichen Mitarbeiter in den Krieg ziehen, zudem war die in den Jahren seit der Gründung zum Großbetrieb herangewachsene Alu gezwungen, ihre Produktion wegen Rohstoffmangel stark einzuschränken. So stand der Folienwalzbetrieb ab November 1914 still. 1918 starb einer der Gründer, Robert Viktor Neher, an der spanischen Grippe.
Im Jahre 1919 wurden bereits wieder Alu-Bänder, Folien und Bleche sowie Ronden hergestellt. 1920 erfolgte eine Erweiterung des Lieferprogrammes, so unter anderem auf Aludraht, der auf einer Strangpresse mit 1000 t Presskraft produziert wurde. Ebenfalls 1920 wurde die erste Warmwalze im Werk installiert. 1921 wurde die Mehrheit der Aktien der AWAG von der Aluminium-Industrie-Aktiengesellschaft Neuhausen (AIAG), der späteren Alusuisse, übernommen und Fritz Respinger wurde als Generaldirektor der AWAG eingestellt.

## 1922 bis 1932
1922 wurde ein neues Folienwalzwerk bezogen, dessen Walzgerüste auf die Produktion von 50 Tonnen Alufolie pro Monat ausgelegt waren. Für die Veredelung von Folien wurden Färbe- und Kaschiermaschinen sowie Flachdruckpressen neu angeschafft. In den frei gewordenen Industriehallen entstand ein neues Grobwalzwerk. Ebenfalls in diesem Jahr wurde Hans Constantin Paulssen kaufmännischer Leiter des Werkes. Eine Kuriosität waren Aluminium-Geldscheine, die während der Inflation 1923 als Notgeld hergestellt wurden. Geldscheine aus Alufolie wurden auch von den Aluminiumwerken in Teningen herausgegeben.
Im Jahr 1924 erwarb die Dr. Lauber, Neher Co. GmbH von der AWAG die Aluminium GmbH in Teningen, die wegen des unrationellen Paketwalzverfahrens unwirtschaftlich arbeitete. Das Gesellschaftskapital wurde auf 2 Millionen Mark erhöht und die Zahl der Mitarbeiter in den verschiedenen Werken stieg auf über eintausend. Nachdem die Firma in Aluminium-Walzwerke Singen – Dr. Lauber, Neher Co. GmbH umbenannt worden war, wurde 1926 in den Betriebsräumen in Teningen eine Aluminium-Gießerei eingerichtet und im gleichen Jahr erwarb die AWAG das Breisgau-Walzwerk Teningen und beauftragte die Singener Werke mit der Verwaltung des Betriebes. Damit wurde die Produktion neu strukturiert: Die „weiße“ Folie wurde in Singen produziert und dann in Teningen kaschiert, gefärbt bzw. bedruckt. In Teningen wurde auch eine neue, als „Kraftfolie-Spezial“ bezeichnete Folie entwickelt, mit der man unter anderem Schmelzkäse verpacken konnte. Damit wurde die bis dahin von den Käsereien verwendete Zinnfolie völlig vom Markt verdrängt.
Die Expansion der Aluminium-Walzwerke Singen wurde 1930 mit der Mehrheitsbeteiligung am Hamburger Folienveredelungsbetrieb Kluge & Winter GmbH fortgesetzt. Gleichzeitig wurden die Gießerei von Teningen an den Standort Villingen verlegt und die Firmenbezeichnung in Vereinigte Aluminium-Gießereien Singen-Teningen-Villingen GmbH geändert.
Durch eine Verfügung des Reichsfinanzministers wurde der zollfreie Veredelungsverkehr für Aluminium aufgehoben, was für den Singener Betrieb besondere Belastungen brachte, da sie unter anderem eng mit den in unmittelbarer Nähe angesiedelten Schweizer Betrieben in Kreuzlingen, aber auch mit anderen Schweizer Aluminiumwerken, zusammenarbeitete. Unter Vermittlung des Reichstagsabgeordneten Friedrich Dessauer konnte die Versorgung des Singener Betriebs mit Roh-Aluminium gesichert werden.
1932 wurden die ersten Maschinen für die Herstellung von Halbzeug aus Aluminiumlegierungen in Betrieb genommen und damit konnte die Produktion auf einen weiteren Bereich ausgedehnt werden. Von großer Bedeutung war auch die Installation der ersten kontinuierlichen Bandwalzstraße, die einen entscheidenden Fortschritt in der Technologie des Walzens von Aluminiumbändern bedeutete.

## 1933 bis 1953
Nachdem 1933 die Breisgau-Walzwerke von Teningen nach Singen verlegt worden waren, wurde 1934 ein Presswerk, 1935 eine Gesenkschmiede mit drei Schmiedepressen eingerichtet. Neben den technischen Neuerungen wurden in dieser Zeit auch bezüglich der sozialen Belange der Belegschaft neue Einrichtungen geschaffen: 1934 wurde eine Betriebskrankenkasse gegründet und 1935 konnten acht Einfamilienhäuser im „Schnaidholz“ begonnen werden, die vom Betrieb gefördert wurden, jedoch in das Eigentum der Siedler übergingen. 
1937 wurde der Betrieb in Aluminium-Walzwerke Singen GmbH umbenannt. Im selben Jahr erwarben die Singener die Mehrheit am Folienwalzwerk Tantal in Warschau.
In dieser Zeit wurde das Werk in das Aufrüstungsprogramm der Nationalsozialisten aufgenommen. Es produzierte vor allem für die Flugzeugindustrie und erhielt zudem Aufträge im Rahmen des Funkmessprogrammes des Luftfahrtministeriums. Die Schweizer Muttergesellschaft AIAG gründete 1939 die Aluminium-Industrie-Gemeinschaft Konstanz (ALIG) als Kommanditgesellschaft mit den persönlich haftenden Gesellschaftern Hans Constantin Paulssen und dem Wiener Kaufmann Heinrich Boschan. Der ALIG wurde die Verwaltung des Besitzes der AIAG in Deutschland und Österreich übertragen, nämlich der Tonerdewerke Martinswerk in Bergheim/Erft, der Chemischen Fabrik Goldschmieden in Goldschmieden bei Breslau, der Aluminium-Hütten in Rheinfelden und Lend, des Breisgau-Walzwerkes Singen sowie der Aluminium-Walzwerke Singen mit den Tochtergesellschaften Tantal in Warschau, Kluge & Winter in Hamburg und der Aluminium-Gießerei Villingen.
Nachdem in den Kriegsjahren die deutsche Stammbelegschaft immer kleiner wurde, die Produktion unter dem zunehmenden Rohstoffmangel zu leiden hatte und auch der Abtransport der Erzeugnisse immer schwieriger geworden war, musste der Betrieb Ende April 1945 stillgelegt werden. Hans Constantin Paulssen wurde auf Anordnung der französischen Verwaltung die Tätigkeit im Betrieb verboten. Paulssen konnte erst 1948 wieder die Leitung des Singener Werkes übernehmen.
Am 2. Mai 1945 wurde der Betrieb mit 247 Mitarbeitern wieder aufgenommen und mit Hilfe von Krediten des Marshallplans grundlegend modernisiert. Bis Jahresende stieg die Zahl der Mitarbeiter wieder auf 930 und die Produktion erreichte schon bald wieder das Vorkriegsniveau. 1949 wurden die Folienwalzwerke auf kontinuierliche Fertigung umgestellt, wozu das erste viergerüstige Folienwalzwerk, eine Singener Konstruktion, in Betrieb genommen wurde. Auch die sozialen Einrichtungen der Gesellschaft wurden erweitert. So wurde 1951 allen Belegschaftsmitgliedern ein Rechtsanspruch auf eine Betriebsrente eingeräumt und 1952 erstellte das Werk für seine Mitarbeiter 94 Eigenheime. Zur weiteren Errichtung von Werkswohnungen wurde die Aluminium-Industrie-Wohnbau GmbH gegründet.
1953 wurde ein Quarto-Bandwalzwerk eingerichtet und 1956 wurde im neuen Preßwerk eine 800 t Rohr- und Strangpresse, die damals größte horizontale Presse in Europa, eingeweiht. Durch die umfangreichen Investitionen konnte das Unternehmen in den 1950er Jahren seine Marktposition weiter ausbauen.
1953 begann eine Kooperation mit der Mannesmann AG durch eine 50%ige Beteiligung an der Mannesmann Leichtbau GmbH, München. Hierdurch erhielt man pionierhaft ein Einsatzgebiet für genormte Aluminiumrohre bei der Gerüstherstellung und beim -bau.

## Aufschwung
Mit der „ABC-Folie“ wurde 1958 eine neuartige Haushaltsfolie produziert und 10 Jahre später konnte die Verbundplatte „Alucobond“ eingeführt werden. Mit der Inbetriebnahme einer Kaltwalzstraße in Linie mit einer Warmwalze entstand 1978 das schnellste Walzwerk der Welt für Folienrohbänder. Das Aluminiumwerk Singen wurde im Laufe der Jahre zum größten Arbeitgeber Südbadens und beschäftigte 1985 ca. 4500 Mitarbeiter. 1987 wurde eine Walzstraße für Spezialoberflächen der Lichttechnik in Betrieb genommen.

## Neuorientierung und Umfirmierungen
1988 wurde das Unternehmen von Aluminiumwalzwerke Singen GmbH in ALUSINGEN GmbH umbenannt und 1992 erfolgte die Aufteilung des Unternehmens in zwei Gesellschaften: die Alusingen Verpackungen GmbH und Alusingen GmbH, wobei letztere 1996 in Alusuisse Singen GmbH umbenannt wurde. 
Nach der Übernahme der Alusuisse durch die Alcan im Jahre 2000 änderten sich diese Namen in Alcan Packaging Singen GmbH und Alcan Singen GmbH. Im selben Jahr wurden die Betriebsstätten in Gottmadingen, die sich mit der Automobilkomponentenfertigung beschäftigen, eingeweiht und die Produktion gestartet.

## Alcan Packaging wird zu Amcor
2010 wurde die Alcan Packaging Sparte vom Konzern Rio Tinto Group an den australischen Verpackungshersteller Amcor verkauft. Damit gehörte auch der Standort Singen mit 1138 Mitarbeitern zu diesem Konzern, der durch die Übernahme zu einem der führenden der Branche aufstieg.

## Constellium
Im Jahr 2011 wurde die Alcan Engineered Products Sparte vom Konzern Rio Tinto Group an die Unternehmen Apollo sowie FSI teilverkauft und in Constellium umbenannt.